# Vallée de Waipiʻo
La vallée de Waipiʻo est une vallée des États-Unis située sur l'île d'Hawaï, dans l'État du même nom. Elle se trouve sur le versant nord-est du volcan Kohala et débouche directement sur l'océan Pacifique.
Wai piʻo est un terme hawaïen qui signifie en français « eau courbée »,.
La vallée de Waipiʻo joue un rôle important dans la religion hawaïenne, car elle est la porte d'entrée du Lua-o-Milu (le monde souterrain) et est cachée par le sable. La vallée était également considérée comme un puʻuhonua (lieu d'asile), où les briseurs de kapu étaient protégés.
Son accès est difficile. Depuis le sud, une seule route permet d'y accéder. Elle s'élève à 240 mètres sur 1 kilomètre, avec une pente moyenne de 24 %, parfois nettement plus raide. Certains tronçons peuvent atteindre 45 %, ce qui en fait la route la plus pentue des États-Unis et potentiellement la plus pentue du monde, contre 35 % pour Baldwin Street en Nouvelle-Zélande,,,. Seuls les véhicules à quatre roues motrices sont autorisés à emprunter la voie.
Le séisme de 2006 à Hawaï a provoqué l'effondrement d'une falaise à l'entrée de la vallée de Waipiʻo et son glissement dans l'océan, ainsi que des chutes de pierres sur la route d'accès menant à la vallée.
La vallée est le site de la scène finale du film de science-fiction Waterworld (1995), où les personnages principaux trouvent Dryland, la terre ferme.

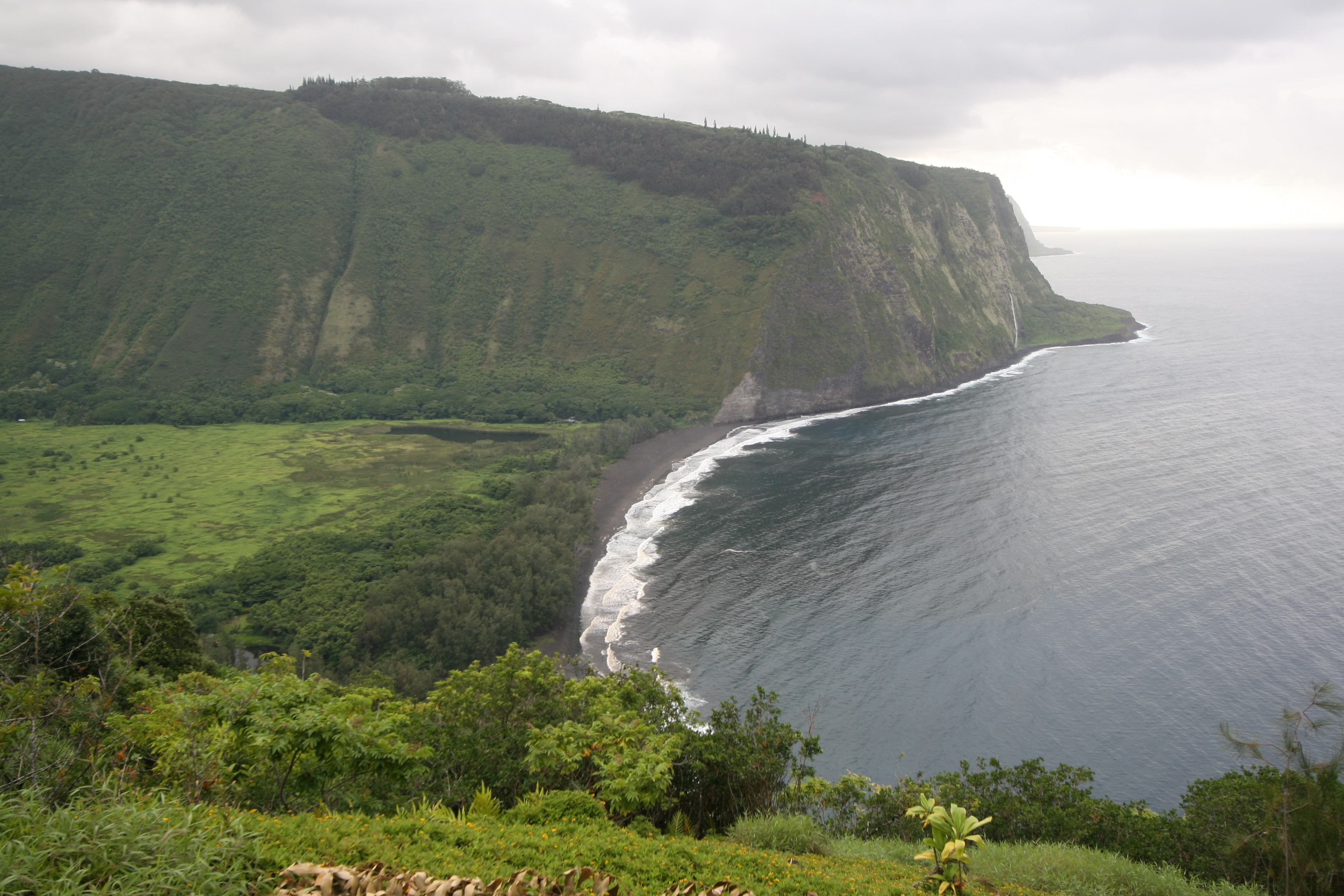
Vue du débouché de la vallée de Waipiʻo sur le rivage de l'océan Pacifique.
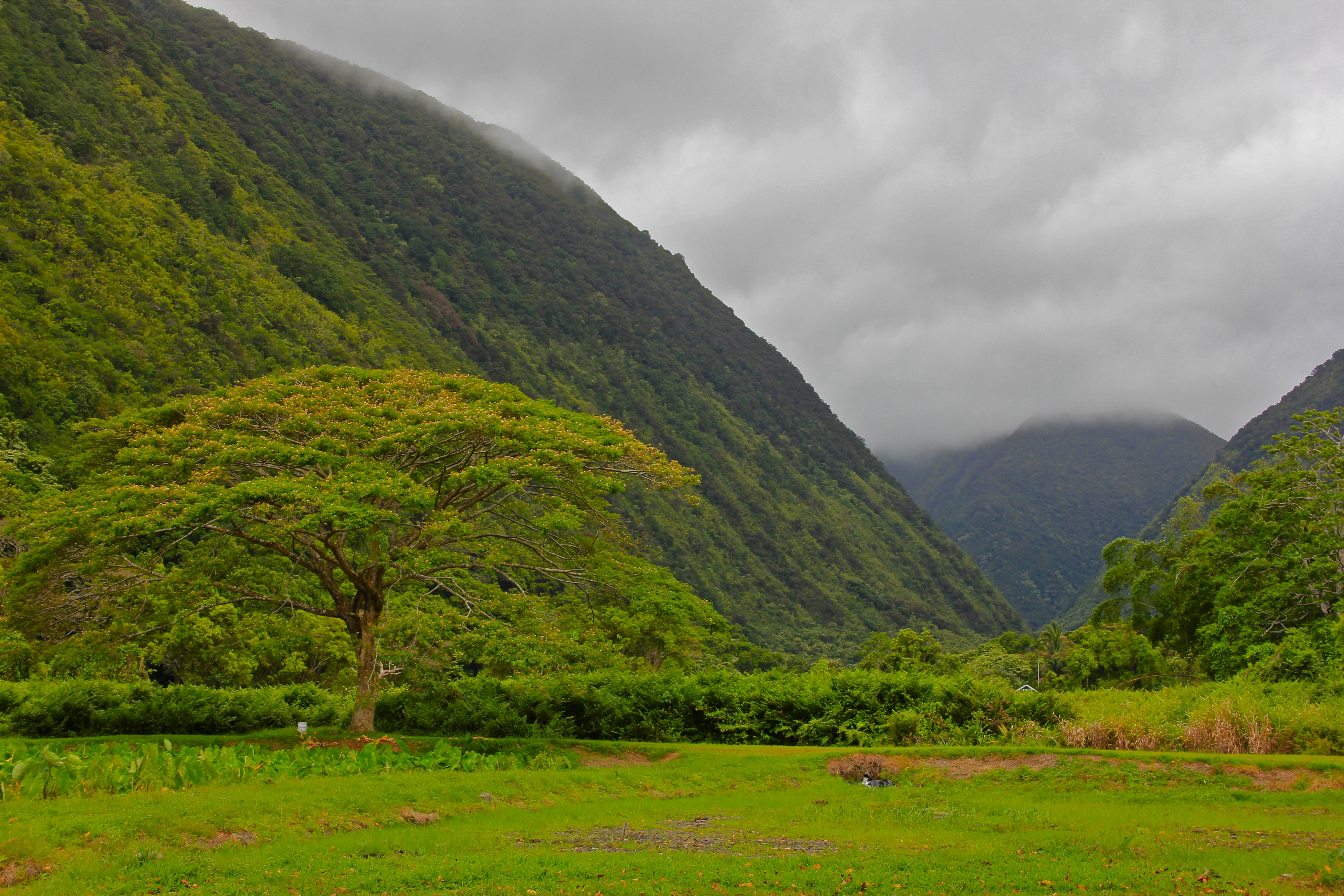
Vue de la partie inférieure de la vallée de Waipiʻo.
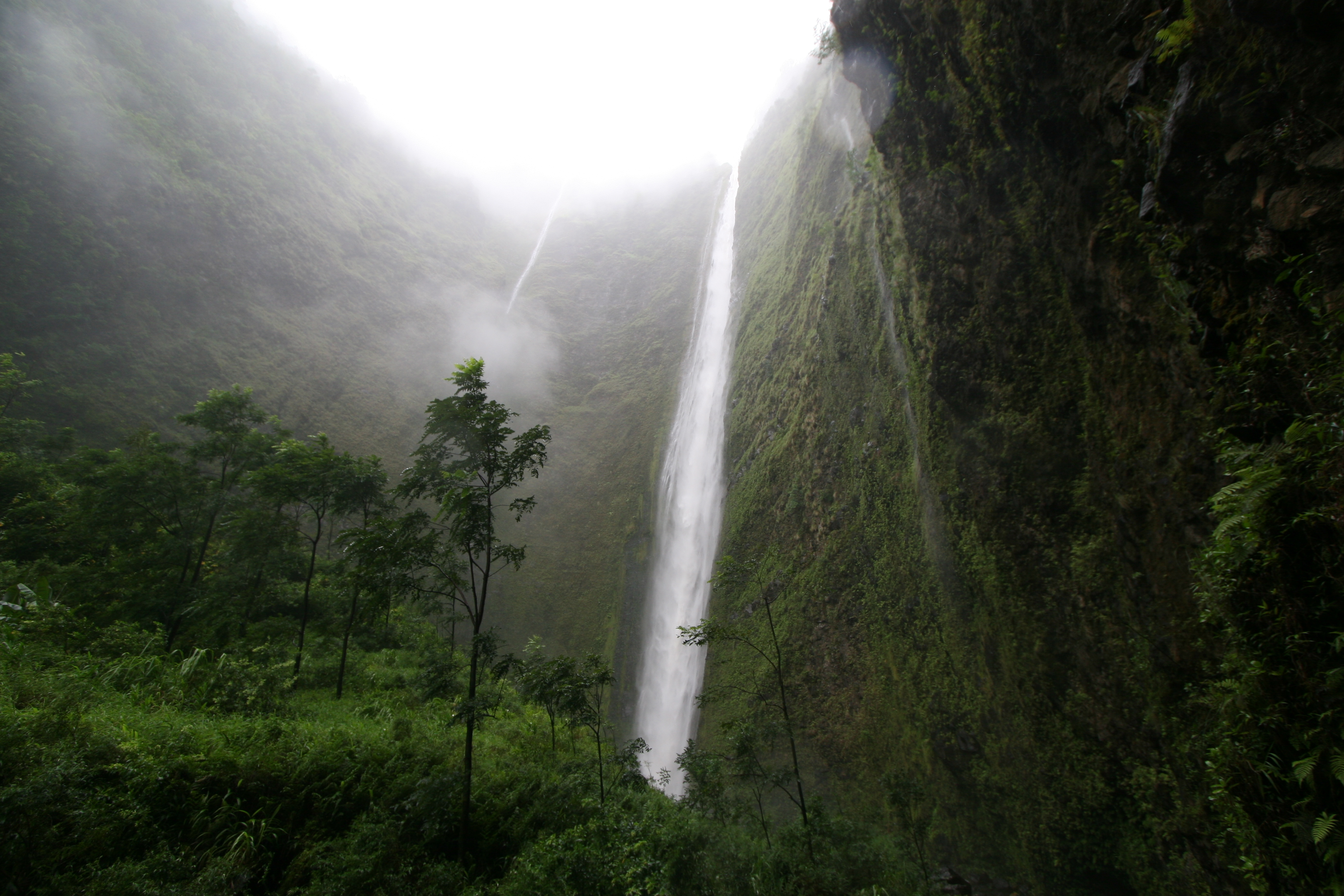
Cascade Hiʻilawe dans le fond de la vallée de Waipiʻo.
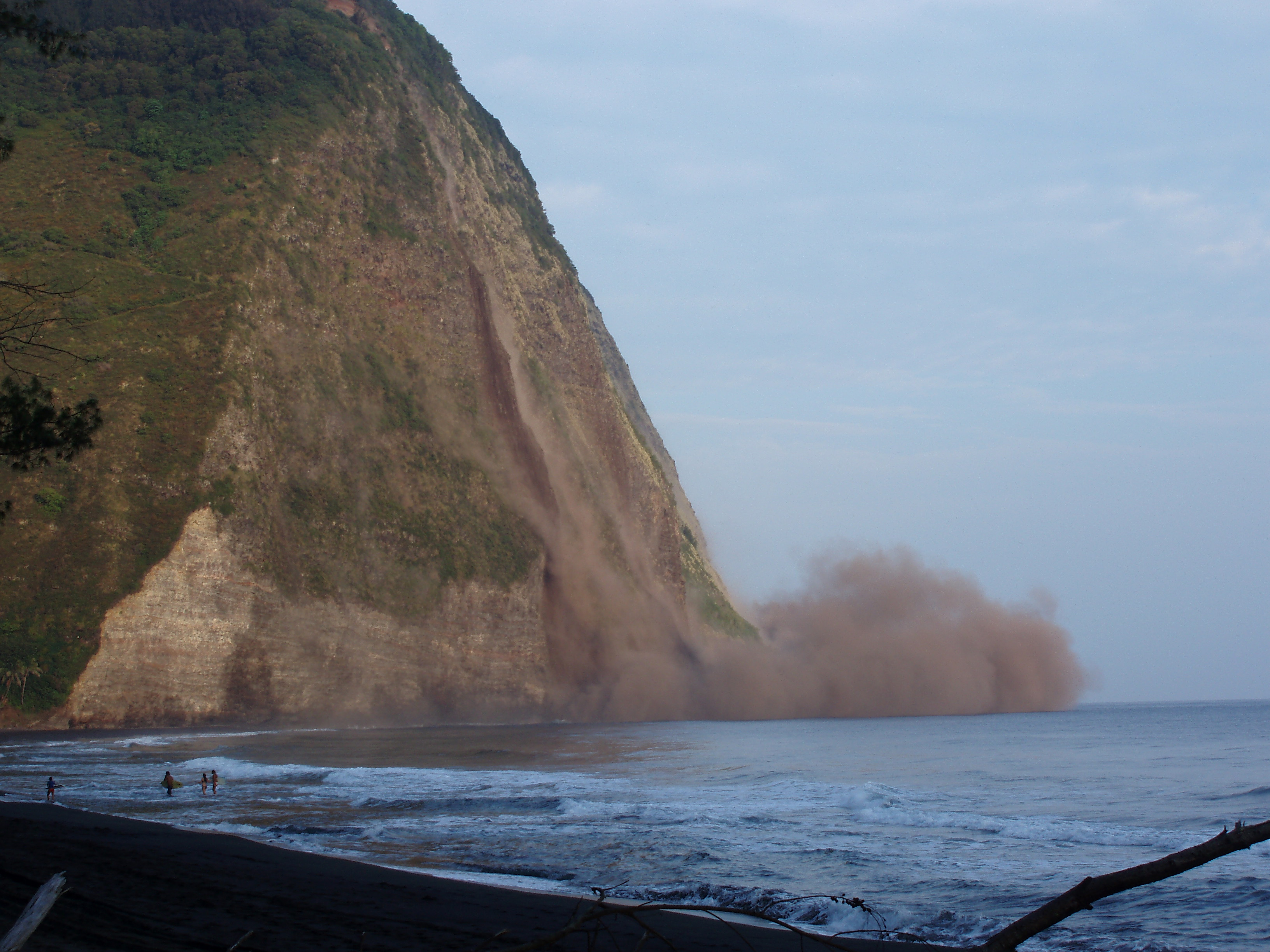
Glissement de terrain au niveau de la vallée de Waipiʻo sur les falaises pendant le séisme de 2006 à Hawaï.
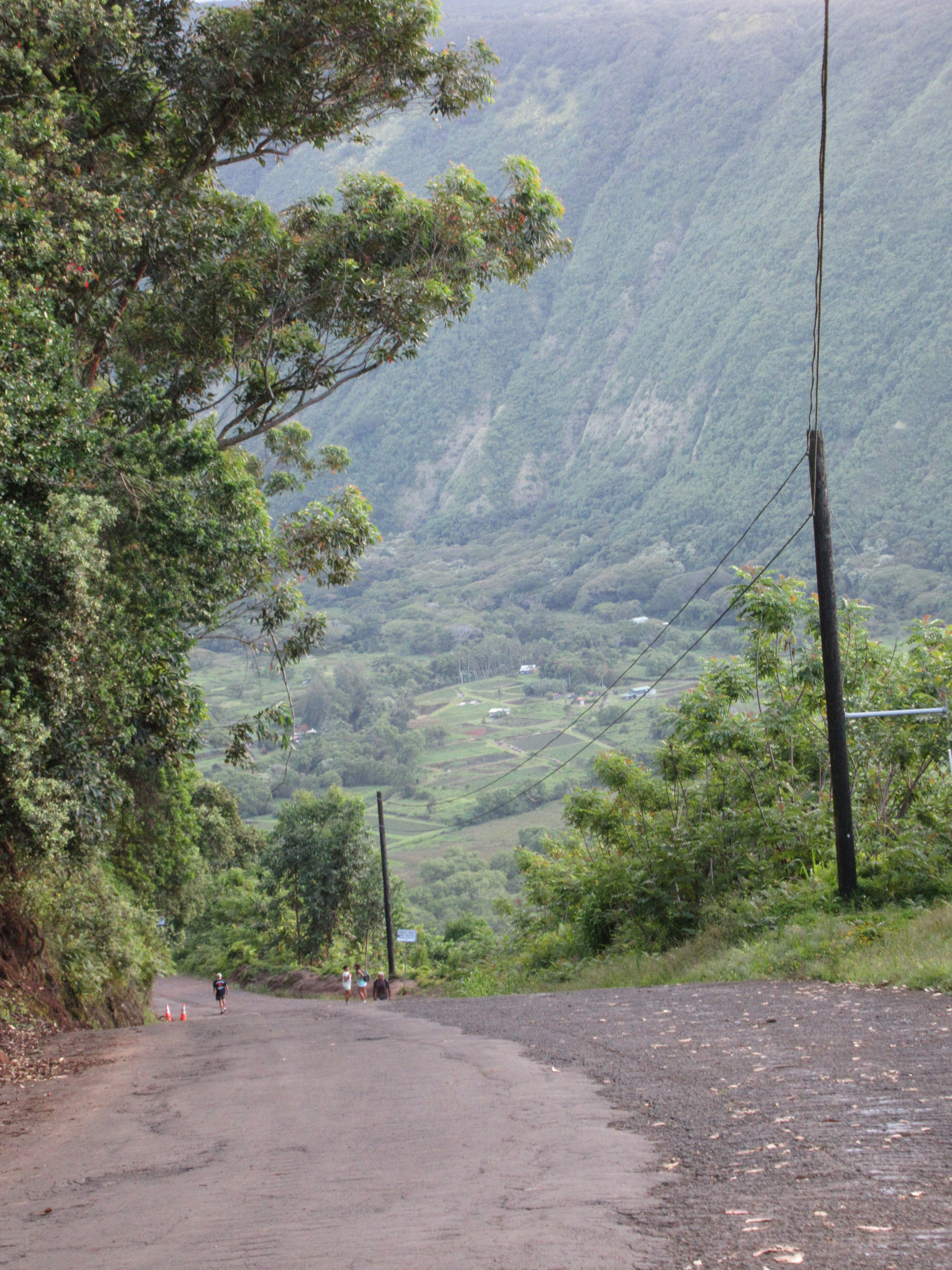
Une partie de la vallée de Waipiʻo depuis la route d'accès, qui présente une pente de 25 %.